# Bertrana nancho
Bertrana nancho là một loài nhện trong họ Araneidae.
Loài này thuộc chi Bertrana. Bertrana nancho được Herbert Walter Levi miêu tả năm 1989.